# Palacio de Karlsruhe
El palacio de Karlsruhe (del alemán: Karlsruher Schloss) fue construido en 1715 por el margrave Carlos Guillermo de Baden-Durlach, tras una disputa con los ciudadanos de su anterior capital, Durlach. La ciudad de Karlsruhe ha crecido desde entonces alrededor del mismo.

## Historia

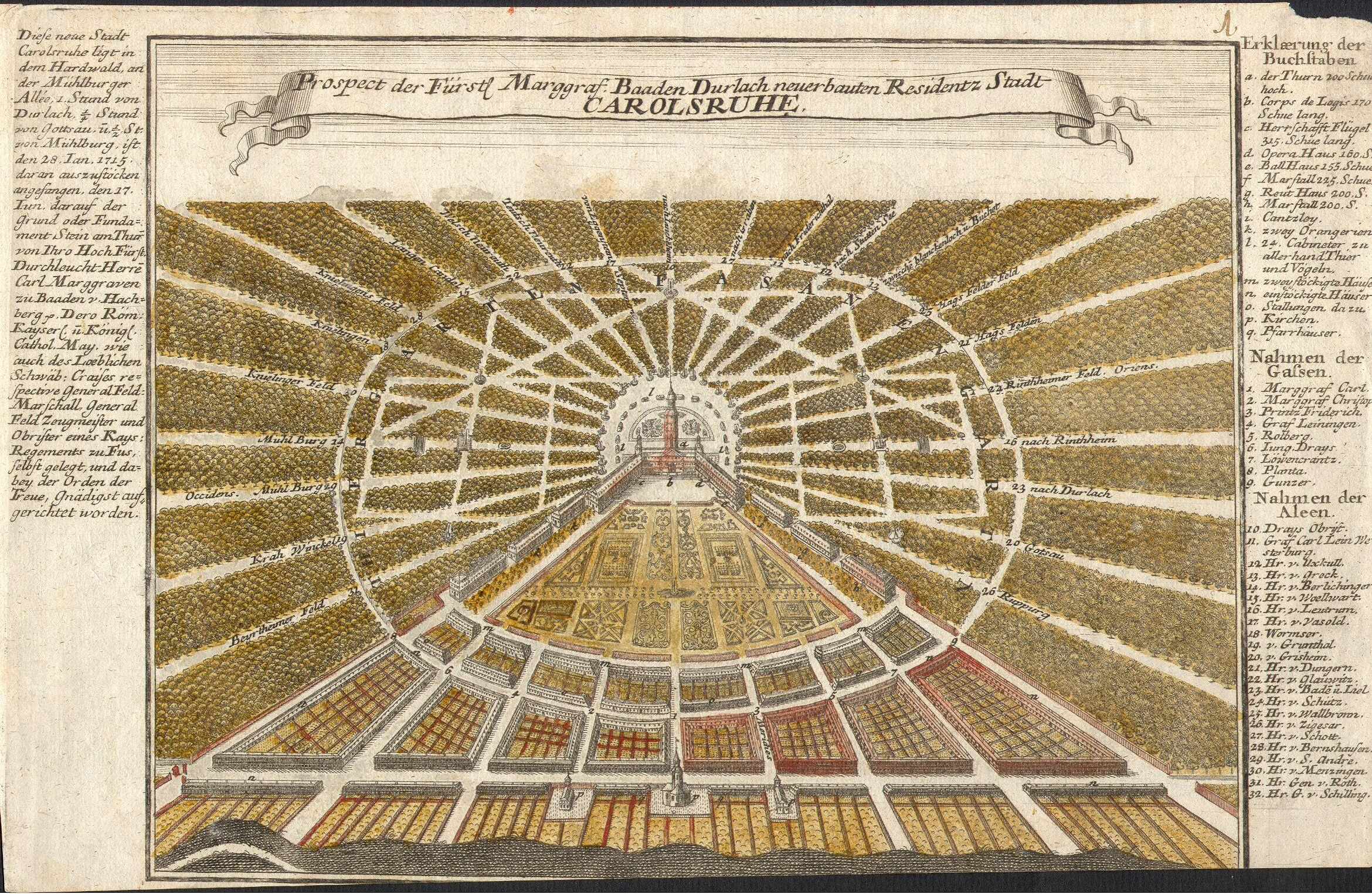
Planta de Karlsruhe en 1721

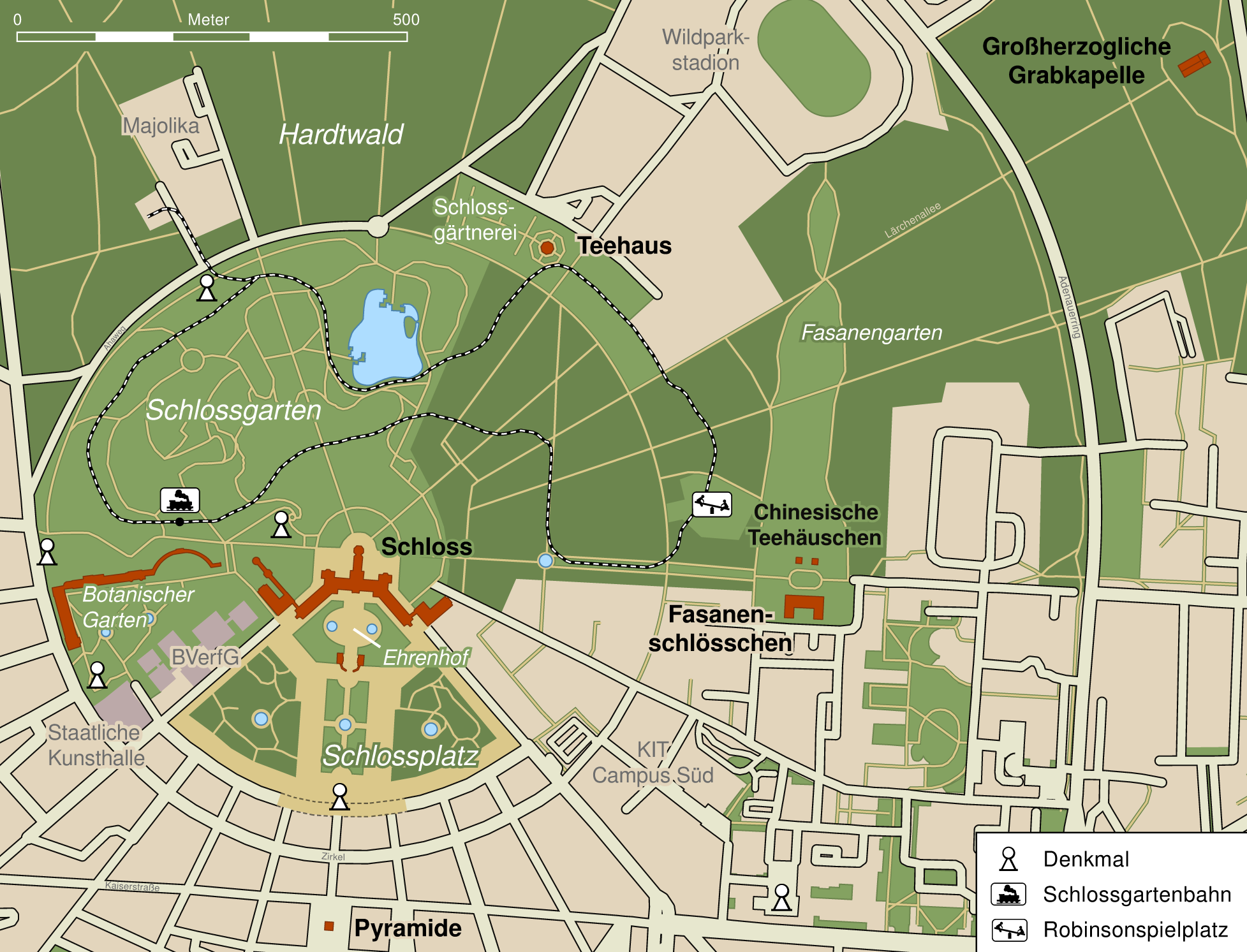
Planta del palacio

El primer edificio fue construido por Jakob Friedrich von Batzendorf. La ciudad se planeó con la torre del palacio en el centro y 32 calles irradiando desde ella como los radios de una rueda, o los nervios de un abanico, por lo que el apodo de Karlsruhe en alemán es "ciudad abanico" (Fächerstadt).
Originalmente hecho en parte de madera, el palacio tuvo que ser reconstruido en 1746 con piedras. Durante el mandato de Carlos Federico I de Baden, el palacio fue modificado por Balthasar Neumann y Friedrich von Kesslau hasta 1770, añadiendo puertas y ventanas más grandes, pabellones y alas. En 1785, Wilhelm Jeremias Müller acortó la torre y agregó una cúpula.
Durante la Revolución de Marzo, Leopoldo I de Baden se vio obligado a abandonar brevemente el castillo en 1849 con su familia. Al final de la Primera Guerra Mundial, en 1918, las monarquías alemanas fueron abolidas una tras otra. El Gran Ducado de Baden se convirtió en la república de Baden y el último monarca Federico II y su familia tuvieron que abandonar Karlsruhe. El palacio, que albergaba ricas colecciones arqueológicas reunidas por los grandes duques, se convirtió en 1919 en el Badisches Landesmuseum (Museo Estatal de Baden).

### Destrucción y luego reconstrucción
El castillo fue incendiado el 27 de septiembre de 1944, durante un bombardeo británico, y continuó ardiendo durante dos días. Las colecciones del museo habían sido evacuadas anteriormente, pero todos los interiores barrocos y neoclásicos se perdieron. Sólo los muros exteriores resistieron el fuego, y hasta 1955 no se inició la reconstrucción. Esta devolvió el castillo a su aspecto exterior inicial, pero los salones contiguos no fueron recreados. En cambio, los arquitectos insertaron nuevos suelos de hormigón, más propicios para la presentación de las colecciones del museo. El Museo Nacional de Baden abrió sus puertas en 1959 y las obras finalizaron en 1966.

## Galería de imágenes

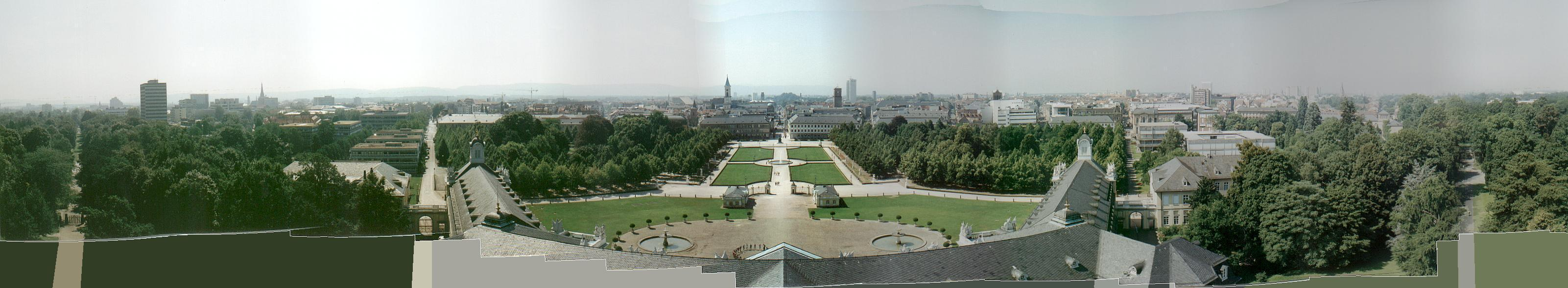
Imagen panorámica de Karlsruhe desde la torre del palacio, mirando hacia el sur. La Universidad está a la izquierda, la plaza del mercado en el centro, el Tribunal Constitucional Federal a la derecha. Nótese que las alas del palacio se alinean con las calles, todas irradiando desde el centro de la ciudad (la torre del palacio).

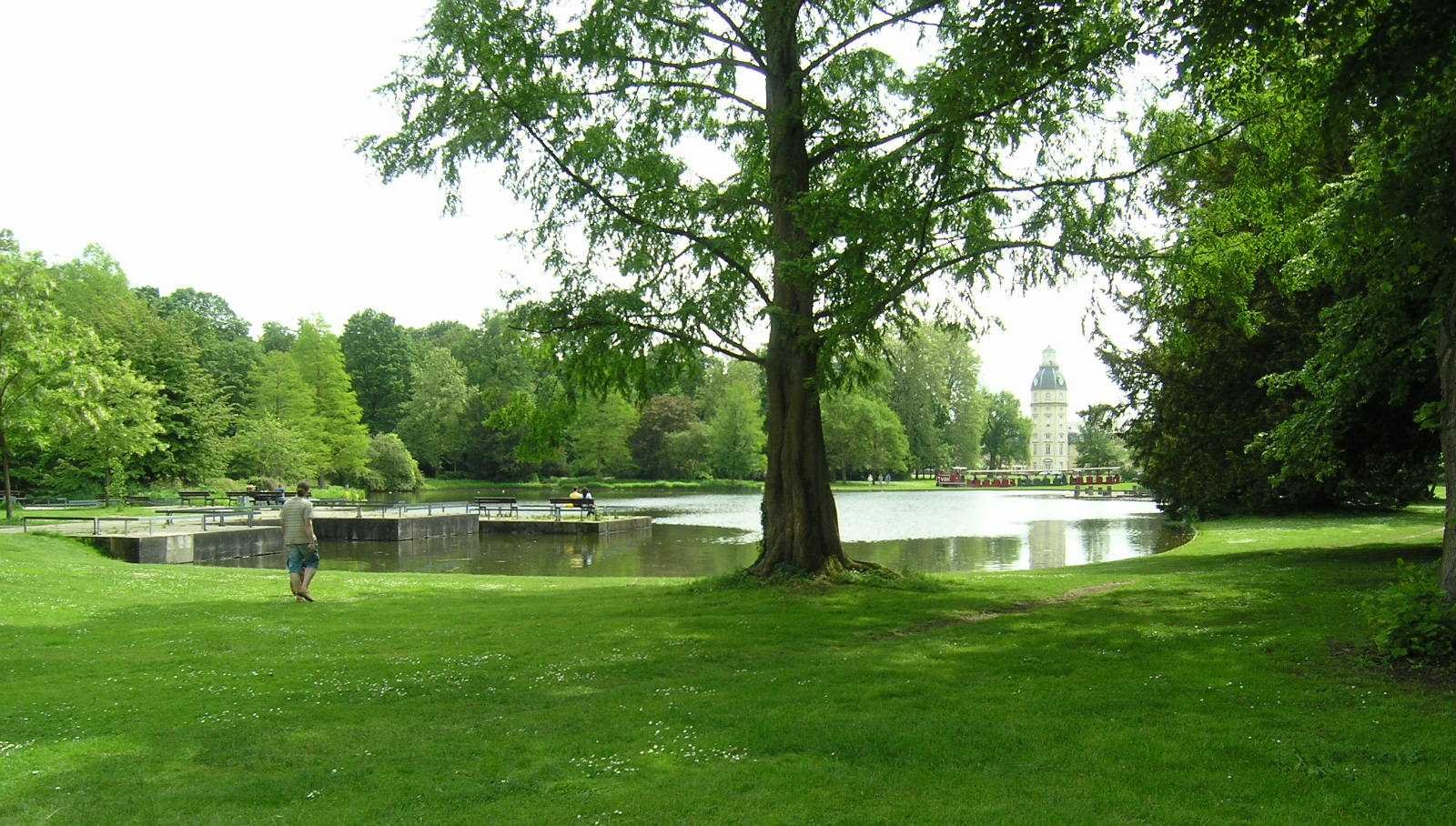
El jardín del palacio
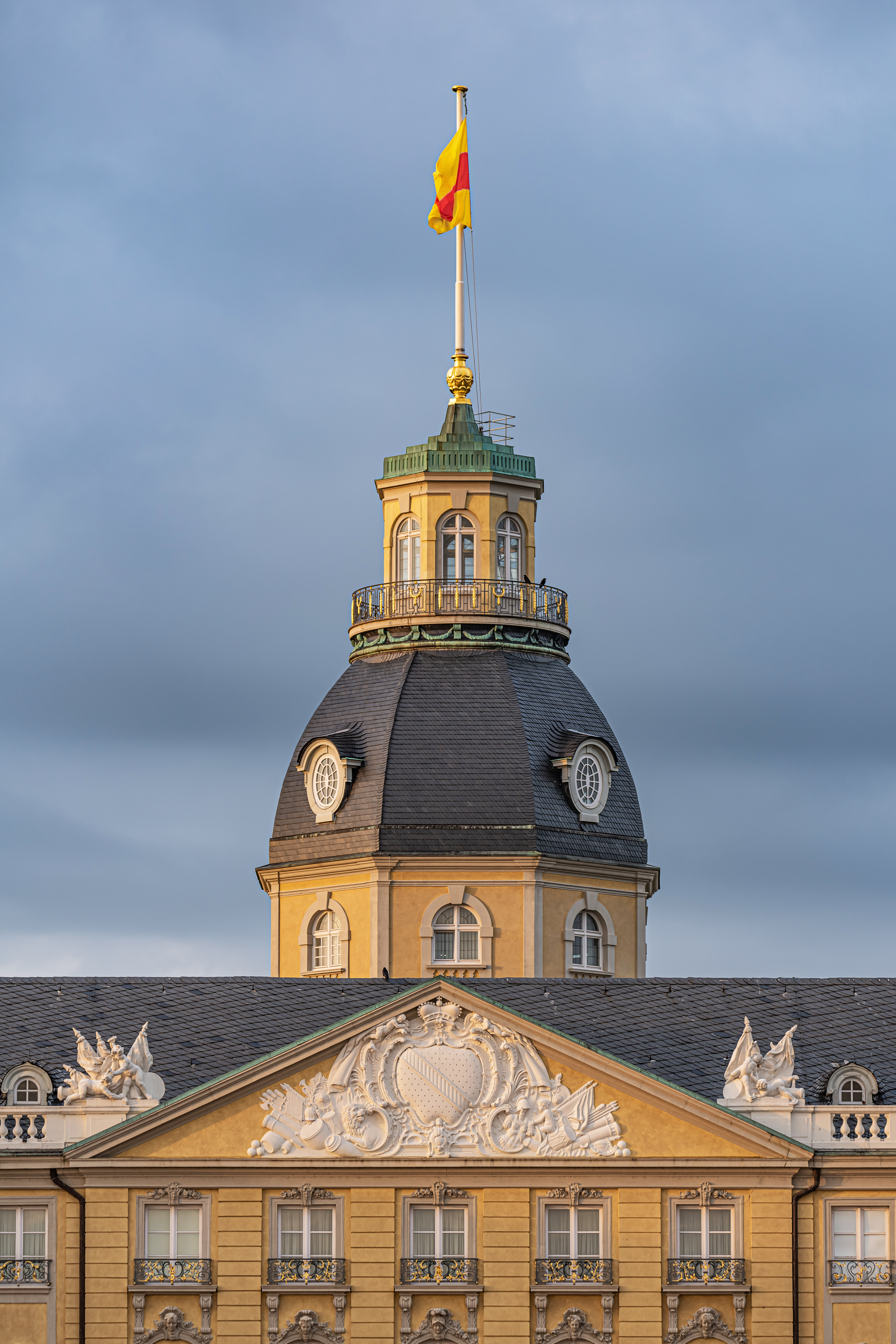
La torre del palacio
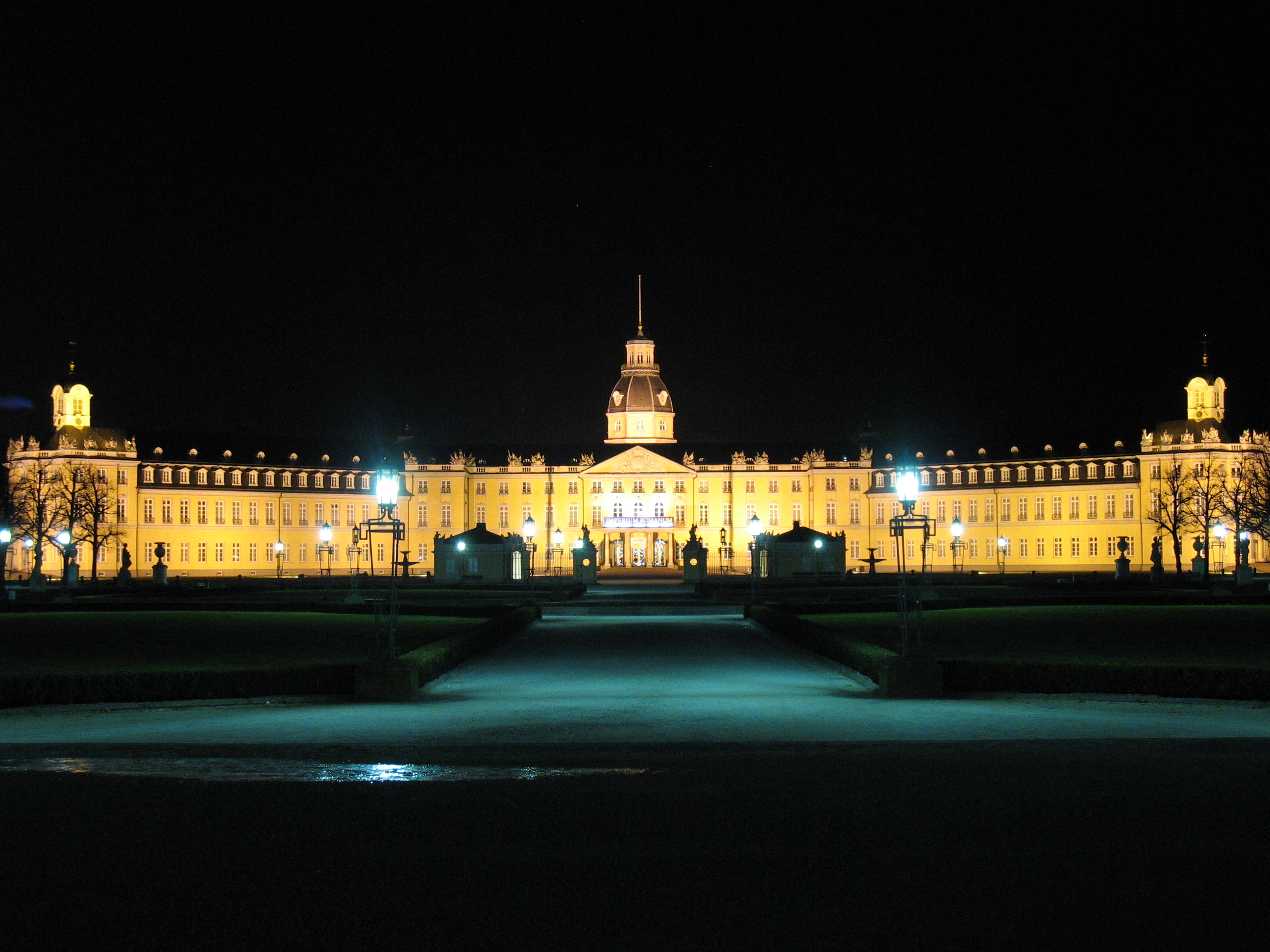
Por la noche